# Bray-lès-Mareuil
Bray-lès-Mareuil es una comuna francesa situada en el departamento de Somme, en la región de Alta Francia.

## Demografía
| 208 | 273 | 261 | 234 | 230 | 221 | 242 |
| Para los censos de 1962 a 1999 la población legal corresponde a la población sin duplicidades (Fuente: INSEE [Consultar]) |     |     |     |     |     |     |